# کمدی انبازه‌ها
کمدی انبازه‌ها یا کمدی منابع مشترک یک مقولهٔ اقتصادی است که به عنوان مدل مخالف تراژدی انبازه‌ها شناخته می‌شود. در این «کمدی» افراد به خاطر منفعت جامعه فعالیت می‌کنند نه به خاطر منفعت شخصی. نرم‌افزار آزاد و ویکی‌پدیا از این قبیل‌اند.